# Pyrrhocalles
Pyrrhocalles là một chi bướm ngày thuộc họ Bướm nâu.